# Jordan Teze
Jordan Teze (* 30. September 1999 in Groningen) ist ein niederländischer Fußballspieler. Der Rechtsverteidiger steht bei der AS Monaco unter Vertrag und ist niederländischer Nationalspieler.

## Karriere

### Verein
Jordan Teze, dessen Wurzeln in der Republik Kongo liegen, begann mit dem Fußballspielen in Roosendaal, einer Stadt in der Provinz Noord-Brabant, als er RSC Alliance beitrat. Später wechselte er in die Fußballschule des PSV Eindhoven, einem der größten Vereine in den Niederlanden, aus dem rund 85 Kilometer von Roosendaal entfernten Eindhoven. Am 20. Oktober 2017 lief er beim 3:2-Heimsieg in der zweiten niederländischen Liga gegen den Lokalrivalen RKC Waalwijk erstmals in der Reservemannschaft auf. Am 25. August 2018 folgte sein erster Einsatz für die Profimannschaft in der Eredivisie, als er beim 2:1-Auswärtssieg gegen PEC Zwolle in der 75. Minute für Denzel Dumfries eingewechselt wurde.
Im August 2024 wechselte er zur AS Monaco und unterschrieb dort einen Vertrag bis 2029.

### Nationalmannschaft
Im März 2015 kam Jordan Teze zu 2 Spielen für die niederländische U16-Nationalmannschaft. Während eines Viernationenturnieres in Deutschland lief er am 9. September 2015 beim 1:2 in Bremen-Oberneuland gegen Israel erstmals für die U17-Auswahl auf. Für diese Altersklasse kam Teze von 2015 bis 2016 zu acht Einsätzen und nahm an der U17-Europameisterschaft 2016 in Aserbaidschan teil, wo die Niederlande das Halbfinale erreichte. Dabei kam Jordan Teze zu zwei Einsätzen. Am 4. September 2016 absolvierte er beim 1:1-Unentschieden im Freundschaftsspiel in Gendt gegen Dänemark sein einziges Spiel für die niederländische U18. Von 2017 bis 2018 lief Teze für die U19-Junioren auf und verpasste die Teilnahme an der U19-Europameisterschaft 2018 in Finnland. Von 2018 bis November 2019 spielte er neunmal für die U20-Auswahl. Bei einem Freundschaftsspiel im Oktober 2018 in Meppen gegen Deutschland hatte Jordan Teze den deutschen Mittelfeldspieler Salih Özcan angespuckt, woraufhin Teze vorläufig suspendiert wurde. Parallel zu seiner Laufbahn in der niederländischen U20-Nationalmannschaft debütierte er beim 1:0-Sieg im Testspiel im spanischen San Pedro del Pinatar gegen Ägypten am 26. März 2019 für die niederländische U21-Auswahl.
Im Juni 2022 debütierte er bei einem 2:1-Sieg in der UEFA Nations League gegen Wales in der niederländischen A-Nationalmannschaft.

## Erfolge
- Niederländischer Pokalsieger: 2022, 2023
- Niederländischer Meister: 2024
- Niederländischer Superpokalsieger: 2021, 2022, 2023